# Сурио, Жан-Мари
Жан-Мари Сурио (фр.: Jean-Marie Souriau, 3 июня 1922 года — 15 марта 2012 года)  — французский математик. Один из основателей современной симплектической геометрии.

## Биография
Учился в Высшая нормальная школа (Париж) (1942), которую окончил  в 1945 году (второй класс, специальная сессия, декабрь). Исследователь CNRS, затем инженер в ONERA.
Опубликовал ряд работ, в том числе - по теории относительности и механике. Разрабатывал симплектические аспекты классической и квантовой механики. Среди наиболее важных результатов — первая геометрическая интерпретация спина, коприсоединённого действия группы на пространстве моментов, отображение момента, преквантизация (геометрическая квантизация),  классификация симплектических слоёв однородного пространства, а также диффеологических пространств.

## Публикации
- Sur la stabilité des avions, thèse 62, ONERA, 1953.
- Géométrie et relativité, Hermann, 1964, ISSN 0768-0341.
- « Quantification géométrique et applications », Annales de l'IHP, Physique théorique (section A), t. 6, n° 4, 1967, Paris (PDF).
- Structure des systèmes dynamiques, Maîtrises de mathématiques, Dunod, Paris, 1970 ISSN 0750-2435.
- Calcul linéaire, t. 1 et 2, PUF, Paris, 1954 et 1955, 2e éd. 1964 et 1965, rééd. (en 1 vol.) Jacques Gabay, 1992 ISBN 978-2-87647-097-2.
- « Matière parfaite en relativité générale », Séminaire Janet, Mécanique analytique et mécanique céleste, t. 3, exposé nº 7, 11 pages, 1959-1960 (PDF).
- « Équations d'onde à 5 dimensions », Séminaire Janet, Mécanique analytique et mécanique céleste, t. 6, exposé nº 2, 11 pages, 1962-1963 (PDF).
- « Modèle de particule à spin dans le champ électromagnétique et gravitationnel », Annales de l'IHP, Physique théorique (section A), t. 20, nº 4, Paris, 1974 (PDF).
- « Géométrie symplectique et physique mathématique », Gazette des mathématiciens, n° 10, 1978, Paris.
- « La structure symplectique de la mécanique décrite par Lagrange en 1811 », Mathématiques et sciences humaines, nº 94, 1986, p. 45-54.
- « Résonances et non-résonances dans le système solaire », communication au Colloque sur la gravitation à l'Observatoire de Genève, 1989.
- Structure of Dynamical Systems: A Symplectic View of Physics, Springer Verlag, 1997 ISBN 0-8176-3695-1.
- Grammaire de la Nature, апрель 2007 (Свободный доступ).

### Видео
- semioweb.msh-paris.fr Quantique ? Alors, c'est géométrique, доклад Ж.-М.Сурио на семинаре 16 октября 2003, выложен на сайте « Les archives audiovisuelles de la recherche ».
- semioweb.msh-paris.fr Les groupes comme universaux, доклад Ж.-М.Сурио на семинаре 11 марта 2002, выложен на сайте  « Les archives audiovisuelles de la recherche ».
- Интервью Ж.-М.Сурио 27 декабря 2010, Экс-ан-Прованс.

### Другие внешние ссылки
- www.jmsouriau.com Официальный сайт . Публикации и статьи в свободном доступе .
- www.umpa.ens-lyon.fr Патрик Иглесиас (Patrick Iglesias). Интервью c Ж.-М.Сурио //Le journal de maths des élèves de l'école normale supérieure de Lyon, vol. 1, numéro 3.
- Сурио, Жан-Мари (англ.) в проекте «Математическая генеалогия»